# Inlandsbanan
Inlandsbanan (linia śródlądowa) – linia kolejowa o długości 1 288 km biegnąca z Kristinehamn do Gällivare w Szwecji. Wybudowana w latach 1908 - 1937. Obecnie pełni rolę przede wszystkim turystyczną oraz towarową. Zarządzana przez Inlandsbanan AB, spółkę piętnastu gmin leżących wzdłuż linii.

## Historia
Pomysł wybudowania linii kolejowej łączącej słabo zaludnioną i trudno dostępną północną Szwecję z prowincją Värmland pojawił się w roku 1894 z inicjatywy Axela Rappe. W 1907 rząd szwedzki zdecydował się na rozpoczęcie budowy pierwszego odcinka z Östersund do Ulriksfors (125 km). W 1911 przedłużono ją do Vilhelminy, by w końcu w 1917 dotrzeć do Gällivare. W międzyczasie, w 1912, powstał też odcinek Sveg-Brunflo.
Pomiędzy 1916 a 1918 znacjonalizowano prywatne linie pomiędzy Sveg a Kristinehamn.
Ukończenie Inlandsbanan planowano na 1924, jednak z powodu wojny, braku siły roboczej i kryzysu gospodarczego otwarcie linii nastąpiło dopiero 6 sierpnia 1937. Przewodniczył mu książę Gustaw VI Adolf. W Jokkmokk wzniesiono z tej okazji pomnik.
Całkowity koszt budowy linii wyniósł około 136 milionów koron szwedzkich, z czego 110 mln na budowę, a pozostałe 26 mln na wykupienie prywatnych linii.
Do 1992 linia zarządzana była przez Statens Järnvägar, nie przynosiła jednak zysków i została zamknięta. Poszczególne odcinki Inlandsbanan sprzedano gminom, na obszarze których leżały. W 1993 utworzyły one Inlandsbanan AB, który zarządza linią do dziś.